# Anywhere but Home
«Anywhere but Home»   (з  англ. - Тільки не вдома)— перший концертний альбом американського рок-гурту Evanescence. В США вийшов 4 березня 2004 і продався у 7,269,000 копій.

## Список пісень

### CD версія
| #   | Назва              | Автор                                                              | Тривалість |
| --- | ------------------ | ------------------------------------------------------------------ | ---------- |
| 1.  | «Haunted»          | Емі Лі, Бен Муді, Девід Ходжес                                     | 4:04       |
| 2.  | «Going Under»      | Емі Лі, Бен Муді, Девід Ходжес                                     | 3:57       |
| 3.  | «Taking Over Me»   | Емі Лі, Бен Муді, Девід Ходжес, Джон ЛеКомпт                       | 3:57       |
| 4.  | «Everybody's Fool» | Емі Лі, Бен Муді, Девід Ходжес                                     | 3:40       |
| 5.  | «Thoughtless»      | James Shaffer, Davis, Brian Welch, Reginald Arvizu, David Silveria | 4:37       |
| 6.  | «My Last Breath»   | Емі Лі, Бен Муді, Девід Ходжес                                     | 3:53       |
| 7.  | «Farther Away»     | Емі Лі, Бен Муді, Девід Ходжес                                     | 5:02       |
| 8.  | «Breathe No More»  | Емі Лі                                                             | 3:33       |
| 9.  | «My Immortal»      | Емі Лі, Бен Муді, Девід Ходжес                                     | 4:38       |
| 10. | «Bring Me to Life» | Емі Лі, Бен Муді, Девід Ходжес                                     | 4:43       |
| 11. | «Tourniquet»       | Емі Лі, Роккі Грей, Девід Ходжес, Бен Муді                         | 4:17       |
| 12. | «Imaginary»        | Емі Лі, Бен Муді, Девід Ходжес                                     | 5:25       |
| 13. | «Whisper»          | Емі Лі, Бен Муді, Девід Ходжес                                     | 5:45       |
| 14. | «Missing»          | Емі Лі, Бен Муді, Девід Ходжес                                     | 4:16       |

### DVD версія
| 58 хвилин 1. «Haunted» 2. «Haunted» 3. «Going Under» 4. «Taking Over Me» 5. «Everybody's Fool» 6. «Thoughtless» 7. «My Last Breath» 8. «Farther Away» 9. «Breathe No More» 10. «My Immortal» 11. «Bring Me to Life» 12. «Tourniquet» 13. «Imaginary» 14. «Whisper» | 17 хвилин 1. «My Immortal» 2. «Everybody's Fool» 3. «Bring Me to Life» 4. «Going Under» 22 хвилини 1. «Life On the Road» 2. «Showtime» 3. «Bloopers» 4. «Evanescence Unleashed» 5. End credits: «Missing» 5 хвилин 1. «Bring Me to Life» |

## Чарти
| Чарт (2004-2005)           | Місце |
| -------------------------- | ----- |
| Billboard 200              | 39    |
| Austria Top 75 Albums      | 10    |
| France Top 200 Albums      | 22    |
| Germany Top 100 Albums     | 19    |
| New Zealand Top 40 Albums  | 40    |
| Switzerland Top 100 Albums | 10    |

## Персонал
- Емі Лі — вокал
- Роккі Грей — ударник
- Джон ЛеКомпт — гітара
- Террі Бальзамо — гітара
- Вілл Бойд — бас-гітара